# Ilkka Kanerva
Ilkka Armas Mikael Kanerva, detto Ike (Lokalahti, 28 gennaio 1948 – Turku, 14 aprile 2022), è stato un politico e dirigente sportivo finlandese, membro del Parlamento finlandese e del consiglio della IAAF.

## Biografia
Kanerva fu membro del Partito di Coalizione Nazionale. Si laureò con un Master universitario in scienze politiche all'Università di Turku, nel 1980, e fu a capo di una organizzazione politica giovanile tra il 1972 e il 1976. Il suo primo mandato nel Parlamento finlandese fu quello del 1975.
Ministro degli affari esteri del governo finlandese tra il 2007 e il 2008, fu costretto a dimettersi dall'incarico a causa di uno scandalo che coinvolse centinaia di messaggi SMS che inviò dal suo cellulare a una ballerina erotica. Kanerva si congedò per malattia il 1º aprile, e il suo mandato si concluse ufficialmente il 4 aprile. Kanerva fu anche presidente dell'Organizzazione per la sicurezza e la cooperazione in Europa per il 2008.
Dal 1991 al 2005 fu presidente della federazione finlandese di atletica leggera.

## Incarichi politici
- Membro del Parlamento finlandese (dal 1975)
- Ministro delle Finanze (1989 - 1991)
- Ministro dei Trasporti (1990 - 1991)
- Ministro del Lavoro e Ministro delle Finanze (1991 - 1995)
- Primo Ministro Deputato (aprile - agosto 1991
- Ministro degli Affari Esteri (2007 - 2008)